# Nekrolog 1359
Nekrolog
◄◄
| ◄
| 1355
| 1356
| 1357
| 1358
| 1359 | 1360 | 1361 | 1362 | 1363 | ► | ►►
Weitere Ereignisse | Allgemeiner Nekrolog 1359
Die Beschreibung der verstorbenen Person sollte so kurz wie möglich gehalten sein und nur deren signifikante Tätigkeit(en) enthalten.
Neue Namen ggf. auch unter dem Geburts- und Sterbedatum, also etwa unter 1. Januar und im Geburts- und Sterbejahr (2024) eintragen (nur bei entsprechender großer Wichtigkeit). Für Beispiele siehe die schon vorhandenen Artikel.
Außerdem über die fünf zuletzt Verstorbenen, zu denen es einen ausreichend guten Artikel für eine Präsentation auf der Hauptseite gibt, nach der todesbedingten Überarbeitung der Artikel ggf. auch unter Wikipedia Diskussion:Hauptseite informieren und sie am besten auch in den anderen Wikipedia-Sprachversionen eintragen. Tipp: Regelmäßig bei news.google.de nach „ist tot“, „gestorben“ oder „verstorben“ suchen.
Wenn eine Person gestorben ist, gibt es viele Seiten zu dieser Person in der Wikipedia, die davon auch betroffen sind und entsprechend aktualisiert werden müssen. Beispiele: Namenübersichtsseite, Geburtsjahr, Geburtsort-Seiten und viele mehr.
Wie finde ich die betroffenen Seiten?
Im Suchfeld auf der linken Seite gibt man den Suchbegriff so ein: „Vorname Nachname“. Dann klickt man auf Volltext und alle Seiten mit entsprechendem Suchtext werden aufgerufen. Hier sieht man dann schnell, wo auch das Todesjahr Sinn macht oder sogar ein Teil des Artikels angepasst werden muss. Auch hilft das „Werkzeug“ auf der linken Seite sehr gut, um solche Seiten aufzufinden: „Links auf diese Seite“. Somit ist die Wikipedia wieder aktuell in allen Bereichen! Hinweis: bei Eintragung der Kategorie „Gestorben JAHR“ wird der Missbrauchsfilter 49 ausgelöst, was jedoch nicht schlimm ist. Siehe: Spezial:Missbrauchsfilter/49
Dies ist eine Liste von im Jahr 1359 verstorbenen bekannten Persönlichkeiten. Die Einträge erfolgen innerhalb der einzelnen Daten alphabetisch sortiert. Tiere sind im Nekrolog für Tiere zu finden.

## Januar
| Tag        | Name                 | Beruf, bekannt als                     | Alter | Beleg |
| ---------- | -------------------- | -------------------------------------- | ----- | ----- |
| 13. Januar | Rudolf von Nebra     | Bischof von Naumburg                   |       |       |
| 17. Januar | Euphemia von Ratibor | Herzogin von Ratibor und Dominikanerin |       |       |

## März
| Tag     | Name      | Beruf, bekannt als      | Alter | Beleg |
| ------- | --------- | ----------------------- | ----- | ----- |
| 1. März | Emich II. | Graf von Nassau-Hadamar |       |       |

## April
| Tag       | Name                     | Beruf, bekannt als                          | Alter | Beleg |
| --------- | ------------------------ | ------------------------------------------- | ----- | ----- |
| 20. April | Ulrich Welzer            | salzburgischer Geistlicher                  |       |       |
| 25. April | Albert II. von Hohenberg | Bischof von Freising, Konstanz und Würzburg |       |       |

## Mai
| Tag     | Name                        | Beruf, bekannt als                            | Alter | Beleg |
| ------- | --------------------------- | --------------------------------------------- | ----- | ----- |
| 1. Mai  | Guillaume IV. de Flavacourt | französischer Prälat                          |       |       |
| 2. Mai  | Johann I.                   | Graf von Henneberg-Schleusingen (1347–1359)   |       |       |
| 6. Mai  | Dietrich von Dalwigk        | Fürstabt von Corvey                           |       |       |
| 14. Mai | Hinrich Pape                | Kaufmann, Ratsherr und Lübecker Bürgermeister |       |       |
| 15. Mai | Salmann Cleman              | Bischof von Worms                             |       |       |

## Juni
| Tag      | Name      | Beruf, bekannt als | Alter | Beleg |
| -------- | --------- | ------------------ | ----- | ----- |
| 21. Juni | Erik XII. | König von Schweden |       |       |

## August
| Tag        | Name                              | Beruf, bekannt als                | Alter | Beleg |
| ---------- | --------------------------------- | --------------------------------- | ----- | ----- |
| 7. August  | Takeda Nobutake                   | japanischer Samurai               |       |       |
| 22. August | Elisabeth von Lobdeburg-Arnshaugk | Ehefrau von Friedrich I. (Meißen) |       |       |

## September
| Tag           | Name        | Beruf, bekannt als                                                        | Alter | Beleg |
| ------------- | ----------- | ------------------------------------------------------------------------- | ----- | ----- |
| 27. September | Johann III. | Graf von Holstein-Kiel (1316–1359) und Graf von Holstein-Plön (1314–1359) |       |       |

## Oktober
| Tag         | Name                  | Beruf, bekannt als                                             | Alter | Beleg |
| ----------- | --------------------- | -------------------------------------------------------------- | ----- | ----- |
| 3. Oktober  | Levold von Northof    | deutscher Geistlicher, Domherr zu Lüttich                      | 80    |       |
| 10. Oktober | Hugo IV.              | König von Zypern (1324–1359)                                   |       |       |
| 25. Oktober | Beatrix von Kastilien | Prinzessin von Kastilien, Königin von Portugal (1325 bis 1357) |       |       |
| 27. Oktober | Heinrich von Volkach  | Titularbischof von Megara, Weihbischof in Regensburg           |       |       |

## November
| Tag          | Name              | Beruf, bekannt als                              | Alter | Beleg |
| ------------ | ----------------- | ----------------------------------------------- | ----- | ----- |
| 13. November | Iwan II.          | Fürst von Moskau und Großfürst von Wladimir     | 33    |       |
| 14. November | Gregorios Palamas | byzantinischer orthodoxer Theologe und Heiliger |       |       |

## Dezember
| Tag          | Name                      | Beruf, bekannt als                                   | Alter | Beleg |
| ------------ | ------------------------- | ---------------------------------------------------- | ----- | ----- |
| 14. Dezember | Cangrande II. della Scala | Herr von Verona                                      |       |       |
| 15. Dezember | Johann I.                 | Graf von Ziegenhain und Nidda                        |       |       |
| 25. Dezember | Beatrix von Bayern        | Ehefrau des schwedischen Königs Erich XII. Magnusson |       |       |

## Datum unbekannt
| Tag                  | Name                                    | Beruf, bekannt als                                                 | Alter | Beleg |
| -------------------- | --------------------------------------- | ------------------------------------------------------------------ | ----- | ----- |
|                      | Jeanne de Belleville                    | Bretonische Piratin                                                |       |       |
|                      | Jacopo de Dondi                         | italienischer Gelehrter, Astronom und Arzt                         |       |       |
| Frühling oder Sommer | Nikephoros II. Dukas                    | Titular-Pfalzgraf von Kephalonia und Herrscher (Despot) von Epirus |       |       |
|                      | Everhard von der Mark                   | Dompropst im Bistum Münster                                        |       |       |
|                      | John Grey, 1. Baron Grey of Rotherfield | englischer Adliger, Militär und Höfling                            |       |       |
|                      | Friedrich Herter von Dußlingen          | württembergischer Ritter                                           |       |       |
|                      | Goswin von Herike                       | Landmeister von Livland des Deutschen Ordens                       |       |       |
|                      | Eleonore von Kastilien                  | Königin von Aragón                                                 |       |       |
|                      | Friedrich I.                            | Graf von Cilli                                                     |       |       |
|                      | Dieter der Jüngere von Gemmingen        | Stammvater der Gemminger Linien Neckarzimmern-Bürg und Michelfeld  |       |       |
|                      | Gerhoh von Waldeck                      | Bischof von Chiemsee                                               |       |       |
|                      | Hugo von Schärfenberg                   | Bischof von Chiemsee                                               |       |       |
|                      | Ludolf von Kurland                      | Bischof von Kurland                                                |       |       |
|                      | Siegfried II.                           | Graf von Wittgenstein                                              |       |       |
|                      | Otto von Solms                          | Domherr in Münster                                                 |       |       |